# Lot 42
Lot 42 est un canton dans le comté de Kings, Île-du-Prince-Édouard, Canada. Il fait partie de la Paroisse St. Patrick.

## Population
- 311 (recensement de 2001)[1]
- 299 (recensement de 2006)[1]
- 274 (recensement de 2011)[2]

## Communautés
Non-incorporé :
- Farmington
- Five Houses
- Goose River
- Monticello
- Selkirk
- Saint-Charles